# Pristimantis ginesi
Espèce
Synonymes
- Eupsophus ginesi Rivero, 1964
- Eleutherodactylus ginesi (Rivero, 1964)
- Paramophrynella ginesi (Rivero, 1964)

Statut de conservation UICN

 EN B1ab(v) : En danger
Pristimantis ginesi est une espèce d'amphibiens de la famille des Craugastoridae.

## Répartition
Cette espèce est endémique de l'État de Mérida au Venezuela. Elle se rencontre entre 2 800 et 4 100 m d'altitude dans la cordillère de Mérida.

## Étymologie
Cette espèce est nommée en l'honneur du frère Ginés né Pablo Mandazen (eu) (1912-2011).

## Publication originale
- Rivero, 1964 : Salientios en la colección de la Sociedad de Ciencias Naturales La Salle de Venezuela. Caribbean Journal of Science, vol. 4, no 1, p. 297-305 (texte intégral).